# سیارک ۹۳۲۷
سیارک ۹۳۲۷ (به انگلیسی: 9327 Duerbeck، نامگذاری:1989SW2) نه هزار و سیصد و بیست و هفتمین سیارک کشف شده‌است که در ۲۶ سپتامبر ۱۹۸۹ کشف شد.
قدر مطلق سیارک برابر ۳۵.۴ است.